# Самоубийство пилота

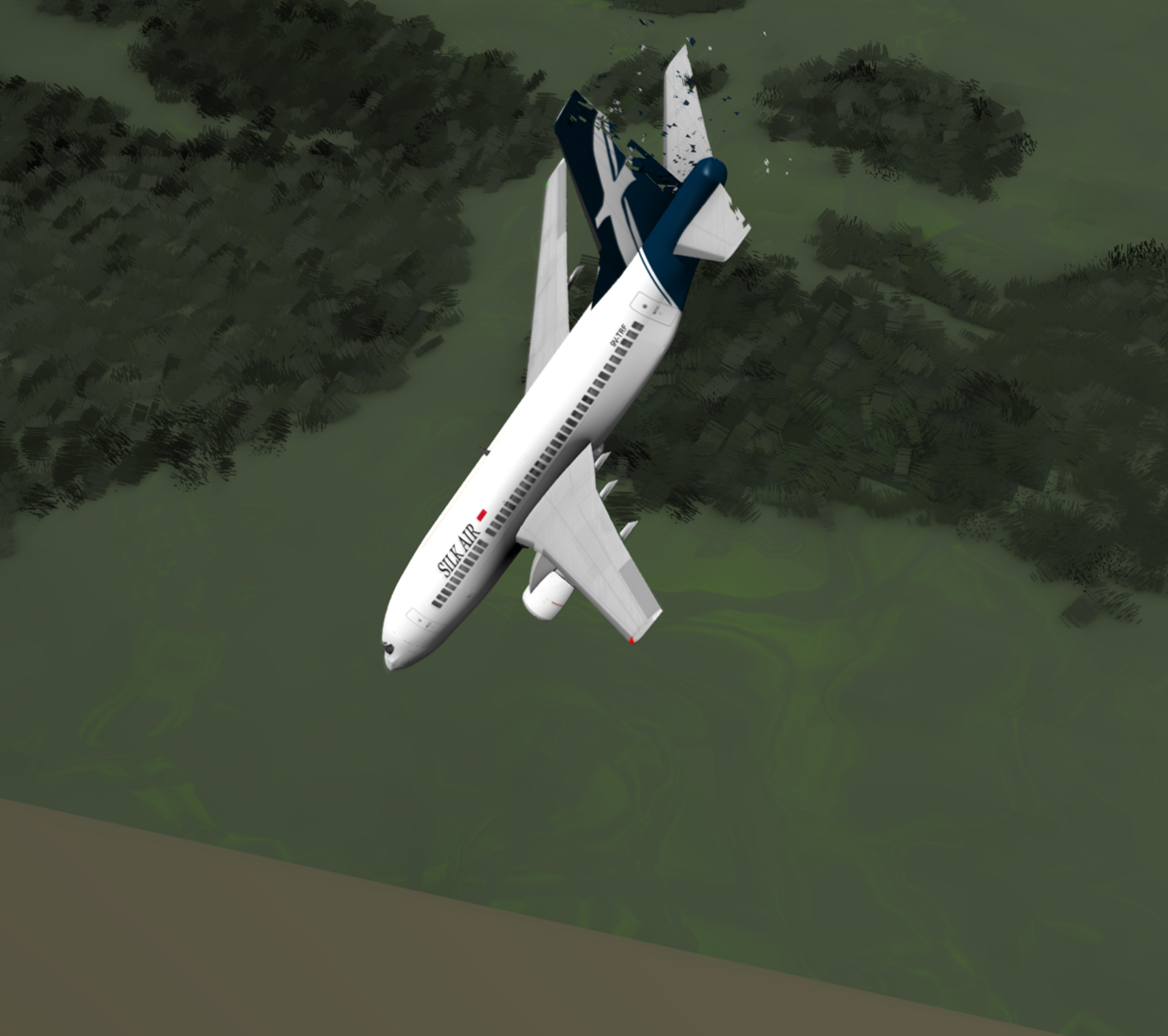
Один из примеров преднамеренного крушения: Падение рейса 185 SilkAir в реку Муси в Индонезии, вызванное КВС самолёта

Самоубийство пилота — авиационное происшествие, причиной которого стало преднамеренное столкновение или попытка столкновения с землёй в управляемом полёте одним из пилотов или посторонних лиц, захвативших управление самолёта в полёте, с целью лишения жизни себя, а в некоторых случаях также пассажиров и членов экипажа самолёта, а также людей на земле. Такое действие называется убийством-самоубийством (англ. murder–suicide). Это является вероятной причиной некоторых катастроф коммерческих авиарейсов. В таких случаях следователям обычно бывает трудно выяснить причины катастрофы, поскольку пилот может отключить записывающие устройства на борту («чёрные ящики»), чтобы скрыть свою причастность к катастрофе. В результате самоубийство пилота является лишь одной из предполагаемых причин катастрофы и, в большинстве случаев, труднодоказуемо.

## Описание
Катастрофы из-за самоубийств пилотов составляют меньше 1 % от всех авиационных происшествий. Самоубийства с помощью преднамеренного уничтожения самолёта также составляют малую долю от всех самоубийств. Однако следователи не могут классифицировать катастрофу как самоубийство, пока нет убедительных доказательств соответствующих действий со стороны пилота. Этими свидетельствами могут являться предсмертные записки, предыдущие попытки и угрозы самоубийства, или психические расстройства. Исследования самоубийств пилотов в период 2002—2013 годов выявили 8 случаев, которые были классифицированы как суицид, и 5 случаев — как подозрения в суициде.
В большинстве случаев самоубийства происходят на малых самолётах местного назначения, на которых пилот — единственный человек в самолёте. Примерно в половине случаев пилот использует наркотики, алкогольные напитки или антидепрессанты, из-за которых его могут не допустить к самолёту. Многие из таких пилотов имели психические заболевания, которые они скрывали от своего начальства.
Во время расследования подобных происшествий следователи проверяют пилотов на связи с экстремистскими группировками, чтобы выяснить, была ли катастрофа актом терроризма. Эксперты по терроризму обычно участвуют в расследовании загадочных катастроф, таких как исчезновение Boeing 777 над Индийским океаном.

## Список преднамеренных авиапроисшествий

### (Предполагаемой) причиной стало самоубийство пилота
Катастрофа произошла в результате преднамеренного столкновения самолёта с землей одним из пилотов во время выполнения коммерческого или частного рейса, либо в результате угона самолёта.
| №  | Дата                  | Иллюстрация | Число погибших | Воздушное судно                | Оператор                         | Место                                                    | Причина | Источник             |
| -- | --------------------- | ----------- | -------------- | ------------------------------ | -------------------------------- | -------------------------------------------------------- | --- | -------------------- |
| 1  | 27 марта 1972 года    |             | 1              | Ан-2                           | Аэрофлот                         | СССР, · Ворошиловград (ныне Луганск)                     | Пилот направил самолёт на собственную квартиру в четырёхэтажном доме | [ 10 ]               |
| 2  | 23 марта 1976 года    |             | 1              | Piper PA-28 Cherokee           | Личный самолёт                   | Япония, · Токио                                          | Пилот (порноактёр и ультраправый активист Мицуясу Маэно) направил арендованный самолёт в дом ультраправого японского политика и криминального авторитета Ёсио Кодамы. Кодама не пострадал. | [ 11 ]               |
| 3  | 26 сентября 1976 года |             | 5              | Ан-2                           | Аэрофлот                         | СССР, · Новосибирск                                      | Пилот направил самолёт на квартиру своей бывшей супруги. Супруга не пострадала в катастрофе                                                                                                | [ 12 ]               |
| 4  | 5 января 1977 года    |             | 5              | Baron 58                       | Личный самолёт                   | Австралия, · Северная территория, · Алис-Спрингс         | Пилот (бывший сотрудник Connellan Airways (Connair)) направил в комплекс зданий Connair | [ 13 ]               |
| 5  | 22 августа 1979 года  |             | 4              | HS 748—260                     | SATENA                           | Колумбия, · Богота                                       | 23-летний механик, работавший в аэропорту Богота-Эльдорадо, угнал самолёт и врезался на нём в пригород Боготы                                                                              | [ 14 ]               |
| 6  | 9 февраля 1982 года   |             | 24             | DC-8-61                        | Japan Air Lines                  | Япония, · Токио                                          | Пилот (командир экипажа) перевёл в режим реверса двигатели № 2 и 3. Позже второй пилот и бортинженер пытались восстановить управление                                                      | [ 15 ]               |
| 7  | 15 сентября 1982 года |             | 1              | C-47                           | Самолёт был выставлен на продажу | Австралия, · Новый Южный Уэльс, · Банкстоун              | Пилот намеренно разбил самолёт | [ 16 ]               |
| 8  | 13 июля 1994 года     |             | 1              | Ан-26                          | ВВС России                       | Россия, · Московская область, · село Ляхово              | Военный инженер угнал самолёт с авиабазы Кубинка. Когда у самолёта закончилось топливо, он разбился, пилот погиб                                                                           | [ 17 ]               |
| 9  | 21 августа 1994 года  |             | 44             | ATR 42-312                     | Royal Air Maroc                  | Марокко, · около Агадира                                 | Пилот (командир экипажа) намеренно разбил самолёт (оспорено лётным союзом) | [ 18 ] [ 19 ]        |
| 10 | 19 декабря 1997 года  |             | 104            | B737-36N                       | SilkAir                          | Индонезия, · Южная Суматра, · около Палембанга           | Пилот (командир экипажа) намеренно разбил самолёт (оспорено индонезийскими следователями)                                                                                                  | [ 20 ]               |
| 11 | 11 октября 1999 года  |             | 1              | ATR 42-320                     | Air Botswana                     | Ботсвана, · Габороне                                     | Пилот захватил самолёт и направил его на 2 самолёта, стоявших в аэропорту Габороне | [ 21 ]               |
| 12 | 31 октября 1999 года  |             | 217            | B767-366ER                     | EgyptAir                         | США, · Массачусетс, · около острова Нантакет             | Второй пилот направил самолёт в океан, постоянно повторяя «Я полагаюсь на Аллаха» на арабском (оспорено египетскими следователями)                                                         | [ 22 ]               |
| 13 | 18 февраля 2010 года  |             | 2              | PA-28                          | Личный самолёт                   | США, · Техас, · Остин                                    | Пилот в знак протеста протаранил правительственное здание | [ 23 ]               |
| 14 | 29 ноября 2013 года   |             | 33             | E-190AR                        | LAM Mozambique Airlines          | Намибия, · Бвабвата                                      | Пилот (командир экипажа) намеренно разбил самолёт | [ 18 ]               |
| 15 | 8 марта 2014 года     |             | 239            | B777-2H6ER                     | Malaysia Airlines                | Юг Индийского океана                                     | Возможно, преднамеренное уничтожение авиалайнера командиром экипажа (обломки не найдены)                                                                                                   | [ 24 ] [ 25 ]        |
| 16 | 24 марта 2015 года    |             | 150            | A320-211                       | Germanwings                      | Франция, · Альпы Верхнего Прованса, · около Динь-ле-Бена | Второй пилот заблокировал дверь кабины и направил самолёт в горы | [ 26 ] [ 27 ]        |
| 17 | 10 августа 2018 года  |             | 1              | Dash 8 Q402                    | Horizon Air                      | США, · Кетрон, · около Такомы, Вашингтон                 | Самолёт был угнан сотрудником наземных служб Horizon Air, не имевшим лицензии пилота | [ 28 ]               |
| 18 | 13 августа 2018 года  |             | 1              | Cessna 525 CitationJet         | Vancon Holdings                  | США, · Пейсон, · Юта                                     | Самолёт был угнан бывшим работником и направлен в свой дом. Супруга с ребёнком не пострадали                                                                                               | [ 29 ]               |
| 19 | 23 марта 2019 года    |             | 1              | Beechcraft B200 Super King Air | Major Blue Air                   | Ботсвана, · Габороне                                     | После ссоры с женой на вечеринке супруг направил самолёт в частный дом. Супруга и все гости успели покинуть дом                                                                            | [ 30 ] [ 31 ] [ 32 ] |
| 20 | 21 марта 2022 года    |             | 132            | Boeing 737-89P                 | China Eastern Airlines           | Китай, · Тэнсянь                                         | Предположительно, самоубийство пилота (расследование не закончено) | [ 33 ] [ 34 ]        |

### Причиной стало уничтожение самолёта посторонним лицом
Катастрофа произошла в результате захвата управления самолёта посторонним человеком и намеренного уничтожения или попытки уничтожения воздушного судна.
| № | Дата                  | Иллюстрация | Число погибших | Воздушное судно | Оператор                   | Место                                   | Причина | Источник |
| - | --------------------- | ----------- | -------------- | --------------- | -------------------------- | --------------------------------------- | --- | -------- |
| 1 | 7 мая 1964 года       |             | 44             | F27A            | Pacific Air Lines          | США, · Калифорния, · Сан-Рамон          | Захват самолёта одним из пассажиров и преднамеренное уничтожение самолёта                                                                   | [ 35 ]   |
| 2 | 7 декабря 1987 года   |             | 43             | BAe 146-200A    | Pacific Southwest Airlines | США, · Калифорния, · рядом с Оклендом   | Бывший работник авиакомпании застрелил своего начальника и трёх пилотов (командира, второго пилота и шеф-пилота) и направил самолёт в землю | [ 36 ]   |
| 3 | 7 апреля 1994 года    |             | 0              | DC-10-30F       | FedEx                      | США, · Теннесси, · Мемфис               | Бывший работник авиакомпании пытался угнать самолёт, экипаж сумел справиться с угонщиком и сохранить управление                             | [ 37 ]   |
| 4 | 11 сентября 2001 года |             | около 1692     | B767-223ER      | American Airlines          | США, · Нью-Йорк, · Нью-Йорк             | Самолёт был захвачен и направлен в Северную башню ВТЦ                                                                                       | [ 38 ]   |
| 5 | 11 сентября 2001 года |             | около 960      | B767-222        | United Airlines            | США, · Нью-Йорк, · Нью-Йорк             | Самолёт был захвачен и направлен в Южную башню ВТЦ                                                                                          | [ 38 ]   |
| 6 | 11 сентября 2001 года |             | 187            | B757-223        | American Airlines          | США, · Виргиния, · Вашингтон            | Самолёт был захвачен и направлен в Пентагон                                                                                                 | [ 38 ]   |
| 7 | 11 сентября 2001 года |             | 44             | B757-222        | United Airlines            | США, · Пенсильвания, · около Шанксвилла | Самолёт был захвачен, но пассажиры пытались вернуть управление самолётом, и он упал в Пенсильвании                                          | [ 38 ]   |

## Предотвращение катастроф
- Законы США предписывают нахождение как минимум двух человек в кабине в течение всего полёта в целях безопасности, для возможности помощи пилоту в случае экстренной ситуации[39][40].
- Некоторые европейские и канадские авиакомпании также ввели подобные правила после катастрофы Airbus A320 под Динь-ле-Беном 24 марта 2015 года[41][42].